# Fairfield Bay
Fairfield Bay – miasto w Stanach Zjednoczonych, w stanie Arkansas, w hrabstwie Cleburne.